# Grosser Preis des Kantons Aargau 2018
Il Grosser Preis des Kantons Aargau 2018, cinquantacinquesima edizione della corsa, valevole come evento dell'UCI Europe Tour 2018 categoria 1.HC, si svolse il 7 giugno 2018 su un percorso di 185,9 km, con partenza e arrivo a Leuggern, in Svizzera. La vittoria fu appannaggio del norvegese Alexander Kristoff, che completò il percorso in 4h 18' 24" alla media di 43,17 km/h precedendo gli italiani Francesco Gavazzi e Marco Canola.
Al traguardo di Leuggern 92 ciclisti, dei 120 alla partenza, portarono a termine la competizione.

## Squadre e corridori partecipanti
| N.    | Cod. | Squadra                         |
| ----- | ---- | ------------------------------- |
| 1-7   | UAD  | UAE Team Emirates               |
| 11-17 | ALM  | AG2R La Mondiale                |
| 21-27 | BOH  | Bora-Hansgrohe                  |
| 31-37 | TFS  | Trek-Segafredo                  |
| 41-47 | TKA  | Team Katusha Alpecin            |
| 51-57 | DDD  | Team Dimension Data             |
| 61-67 | ANS  | Androni Giocattoli-Sidermec     |
| 71-77 | NIP  | Nippo-Vini Fantini-Europa Ovini |
| 81-87 | GAZ  | Gazprom-RusVelo                 |

| N.      | Cod. | Squadra                       |
| ------- | ---- | ----------------------------- |
| 91-97   | SVB  | Sport Vlaanderen-Baloise      |
| 101-107 | WIL  | Wilier Triestina-Selle Italia |
| 111-116 | VWC  | Veranda's Willems-Crelan      |
| 121-127 | WGG  | Wanty-Groupe Gobert           |
| 131-137 | AMO  | Amore & Vita-Prodir           |
| 141-147 | CHE  | Svizzera                      |
| 151-157 | AKR  | Akros-Renfer SA               |
| 161-167 | SMV  | Sangemini-MG.K Vis-Vega       |
| 171-177 | VOL  | Team Voralberg Santic         |

## Ordine d'arrivo (Top 10)
| Pos. | Corridore           | Squadra   | Tempo    |
| ---- | ------------------- | --------- | -------- |
| 1    | Alexander Kristoff  | Katusha   | 4h18'24" |
| 2    | Francesco Gavazzi   | Androni   | s.t.     |
| 3    | Marco Canola        | Nippo     | s.t.     |
| 4    | Sean De Bie         | Veranda's | s.t.     |
| 5    | Kevin Deltombe      | Sport Vl. | s.t.     |
| 6    | Andrea Pasqualon    | Wanty     | s.t.     |
| 7    | Felix Großschartner | Bora      | s.t.     |
| 8    | Luca Pacioni        | Wilier    | s.t.     |
| 9    | Silvan Dillier      | AG2R      | s.t.     |
| 10   | Juraj Sagan         | Bora      | s.t.     |